# Kéleshalom
Kéleshalom – wieś i gmina w południowej części Węgier, w pobliżu miasta Jánoshalma. Miejscowość leży na obszarze Wielkiej Niziny Węgierskiej, w komitacie Bács-Kiskun, w powiecie Jánoshalma. Gmina liczy 451 mieszkańców (2009) i zajmuje obszar 61,63 km².